# Région Chaleur
Pour les articles homonymes, voir Chaleur.
Chaleur ou Chaleurs est une région de la province canadienne du Nouveau-Brunswick, qui s'étend de la limite du comté de Restigouche jusqu'à Grande-Anse. La région entre Bathurst et Grande-Anse est aussi appelée les Caps. La principale ville de la région est Bathurst. La région tire son nom du fait qu'elle est bordée par la baie des Chaleurs. Baie Nepisiguit : Stonehaven, Janeville, Bathurst, Beresford, Nigadoo et des parties de Petit-Rocher se trouvent sur la baie Nepisiguit.